# Otacilia antica
Espèce
Synonymes
- Phrurolithus anticus Wang, Chen, Zhou, Zhang & Zhang, 2015

Otacilia antica est une espèce d'araignées aranéomorphes de la famille des Phrurolithidae.

## Distribution
Cette espèce est endémique du Guizhou en Chine,. Elle se rencontre dans les monts Fanjing.

## Description
Le mâle holotype mesure 3,16 mm et la femelle paratype 3,37 mm.

## Publication originale
- Wang, Chen, Zhou, Zhang & Zhang, 2015 : Diversity of spiders in Fanjing Mountain Nature Reserve, Guizhou, China, I: Six new species of Phrurolithidae (Araneae). Zootaxa, no 4012(3), p. 447-464.